# Rolf Wolfshohl
Rolf Günther Wolfshohl, född den 27 december 1938 i Köln, död den 18 september 2024 på samma plats, var en tysk tävlingscyklist som hade framgångar huvudsakligen på landsväg och inom cykelcross.
På landsväg är Wolfshohls främsta merit totalsegern i Vuelta a España 1965 och därnäst totalsegern i Paris–Nice tre år senare. Därtill kan läggas två etappsegrar i Tour de France och en i Vuelta a España. Bland endagsloppen märks andraplatser i Liège–Bastogne–Liège 1962 och i Milano–Sanremo 1963, samt den västtyska mästartiteln 1968. 
I cykelcross blev Wolfshohl trefaldig världsmästare, tog fem VM-silver och fyra VM-brons, samt vann västtyska mästerskapen fjorton gånger (alla vintrar från 1957/1958 till 1972/1973 utom två)
Efter karriärslutet 1973 öppnade Wolfshohl en cykelaffär i Köln med sin hustru Karin och sedan även en verkstad för tillverkning av cykelramar av märket "Rowona". Han var också sportdirektör 1973–1975 och engagerade sig i organisationen av Rund um Köln från 1995 till 2000. Paret Wolfshol hade två barn: en son, Rolf Dieter (1960–2011), som också blev tävlingscyklist (han kraschade svårt vid nationsmästerskapen 1984 och blev därvid förlamad) och en dotter, Monika (1962–2023). Rolf Wolfshohl är begravd på Melaten-Friedhof i Köln.
Rolf Wolfshohl tilldelades Bundesverdienstkreuz 1997.

## Meriter

### Landsväg
| 1956 Västtysk juniormästare i linjelopp 1959 Vinnare av Ronde van Limburg (Nederländerna) 1960 3:a totalt i Driedaagse van Antwerpen 4:a totalt i Deutschland Tour 1961 4:a totalt i Critérium du Dauphiné Libéré 4:a totalt i Dunkerques fyradagars 5:a i Flèche Wallonne 1962 Vinnare totalt av Tour de l'Aude Vinnare totalt av Eibarko Bizikleta Vinnare av etapperna 3 och 5 Vinnare av etapp 6a i Critérium du Dauphiné Libéré Vinnare av etapp 1 i Tour du Sud-Est Vinnare sammanlagt i Week-end ardennais 2:a i Liège–Bastogne–Liège 2:a i GP Peugeot 3:a totalt i Paris–Nice 4:a i linjelopp vid Världsmästerskapen 5:a i linjelopp vid Västtyska mästerskapen 7:a i Flèche Wallonne 10:a i GP Lugano (ITT) 1963 Vinnare av etapp 7 i Paris–Nice Vinnare av GP du Parisien (TTT) 2:a i Milano–Sanremo 2:a i linjelopp vid Västtyska mästerskapen 6:a i Paris–Tours 7:a totalt i Tour du Var 9:a i slutställningen av Super Prestige Pernod 1965 Vinnare totalt av Vuelta a España 4:a totalt i Belgien runt 4:a i Milano–Sanremo 9:a i linjelopp vid Västtyska mästerskapen | 1966 Vinnare av etapp 5a i Dunkerques fyradagars 2:a totalt i Belgien runt Vinnare av bergspristävlingen 5:a i Bordeaux–Paris 8:a i Flèche Wallonne 1967 Vinnare av etapp 15 i Tour de France Vinnare av etapp 15a i Vuelta a España 3:a totalt i Paris–Nice 4:a totalt i Paris–Luxembourg Vinnare av bergspristävlingen 8:a i Giro del Ticino 1968 Vinnare totalt av Paris–Nice Västtysk mästare i linjelopp 2:a i Omloop Het Volk 3:a i Bordeaux–Paris 6:a totalt i Tour de France 6:a i Baden-Baden (ITT) 8:a i slutställningen av Super Prestige Pernod 10:a totalt i Tour de Luxembourg 1969 6:a totalt i Vuelta a España 8:a totalt i Paris–Nice 9:a totalt i A Travers Lausanne 9:a i linjelopp vid Västtyska mästerskapen 10:a i linjelopp vid Världsmästerskapen 1970 Vinnare av etapp 20a i Tour de France 3:a i Maël-Pestivien 6:a i Milano–Sanremo 10:a i GP du Midi-Libre 10:a i GP Union Dortmund 1971 4:a i Baden-Baden (ITT) 1972 4:a i linjelopp vid Västtyska mästerskapen 5:a i Milano–Sanremo 6:a i Omloop Het Volk |

### Cykelcross
| Mästerskap             | 1957 | 1958 | 1959 | 1960 | 1961 | 1962 | 1963 | 1964 | 1965 | 1966 | 1967 | 1968 | 1969 | 1970 | 1971 | 1972 | 1973 |
| ---------------------- | ---- | ---- | ---- | ---- | ---- | ---- | ---- | ---- | ---- | ---- | ---- | ---- | ---- | ---- | ---- | ---- | ---- |
| Världsmästerskapen     | 7    |      |      |      |      | –    |      | –    |      |      |      | DSQ  |      |      | –    |      |      |
| Västtyska mästerskapen |      |      |      |      |      |      |      | –    |      |      |      |      |      |      | –    |      |      |

DSQ = Diskvalificerad

### Bana
| 1959 3:a i individuellt förföljelselopp vid Västtyska amatörmästerskapen | 1968 2:a i Berlins sexdagars (okt.) med Klaus Bugdahl |